# Maat

Maat como diosa.

Maat o Ma'at, símbolo de la verdad, la justicia y la armonía cósmica; también era representada como diosa, la hija de Ra en la mitología egipcia. Es fundamentalmente un concepto abstracto de justicia universal, de equilibrio y armonía cósmicos que imperan en el mundo desde su origen y es necesario conservar. Resume la cosmovisión egipcia, similar a la noción de armonía y areté, propia del mundo helénico, o a la idea de virtud, del mundo judeocristiano. También es conocida por su símbolo: la pluma de avestruz, con la cual, según la mitología egipcia, se pesa el alma y se decide si esta merece la vida eterna o a que Ammit se la coma.

## Maat como principio

### Maat y la armonía universal

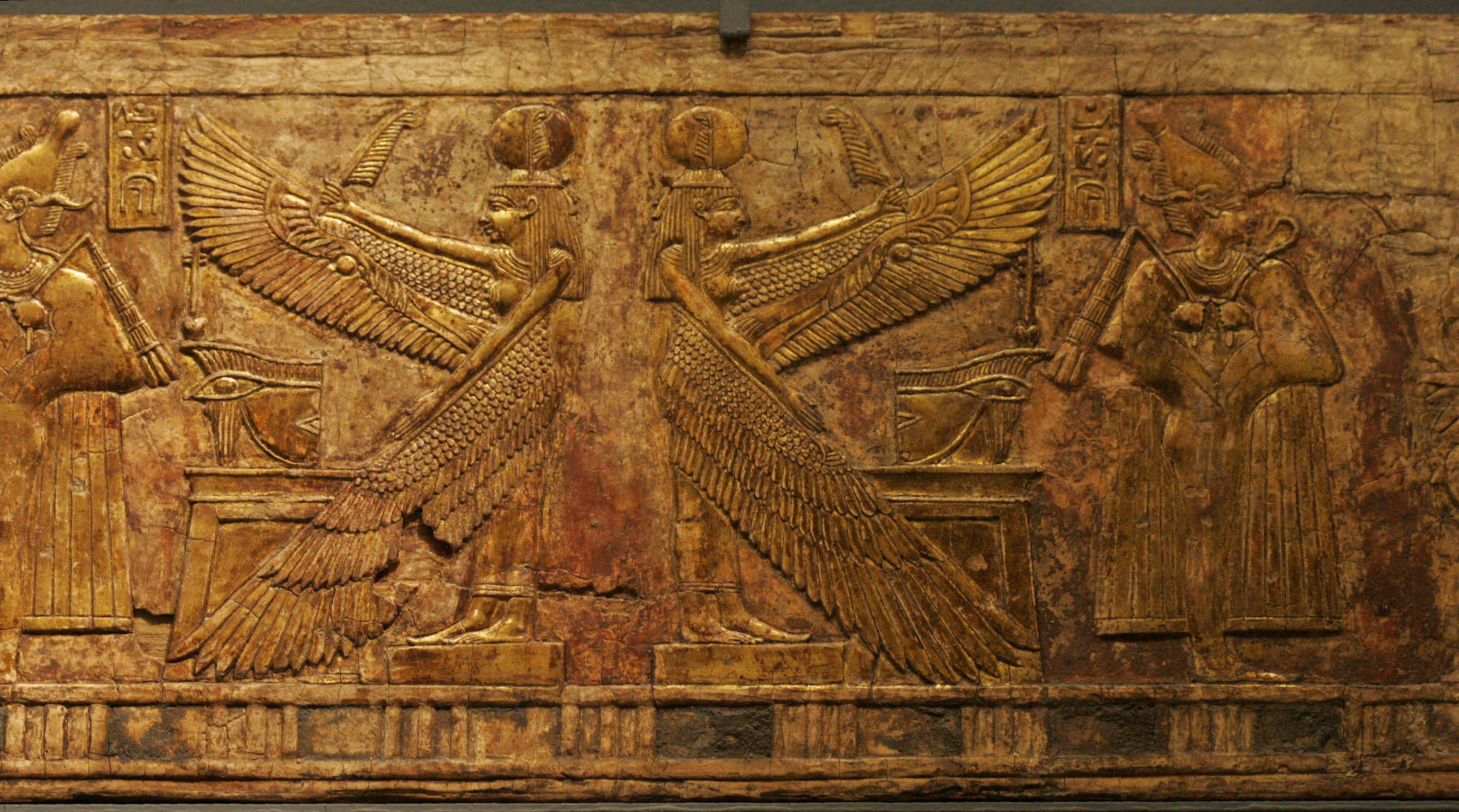
Representación de Maat como diosa alada. Museo del Louvre, París.

La creencia en la maat proviene de muy antiguo en la cultura egipcia y es un elemento clave de ella, que da sentido a su carácter dualista. Ra, el dios solar, descendía cada anochecer al Inframundo, la Duat, y tras recorrerlo, aparecía de nuevo en el cielo al amanecer del día siguiente.
Para que este ciclo diario de regeneración del mundo no se detuviera, Ra debía enfrentarse con éxito, durante su paso por el reino de las Tinieblas, a Apofis, símbolo del Mal representado como una serpiente. Para simbolizar este triunfo de Ra sobre Apofis, es decir, del Bien sobre el Mal, los egipcios representaban el principio de la maat encarnado en una diosa que ayuda a Ra en su lucha. 
Maat era para los egipcios la fuerza benefactora de la que se nutrían los dioses a quienes ellos adoraban. Por ello los sacerdotes hacían diariamente ofrendas y rituales de magia con el fin de garantizar su preponderancia, pues de ello dependía el mantenimiento del orden armonioso y justo del mundo.
Como concepto filosófico tiene similitud con los mes, leyes o decretos divinos mesopotámicos, pues ambos constituyen, entre otros, la base de un orden o armonía universal. Otros conceptos fundamentales del taoísmo y el confucianismo también se asemejan a veces a Maat. Muchos de estos conceptos fueron codificados en leyes y plasmados en textos de carácter religioso como los Textos de las Pirámides (Imperio Antiguo), los Textos de los Sarcófagos (Primer Periodo Intermedio e Imperio Medio) y en el llamado Libro de los Muertos (Imperio Nuevo).

### Maat y el faraón
Maat estaba estrechamente ligado a la figura del faraón, en un sentido religioso y moral. Esta vinculación alcanzó su máximo desarrollo en el Imperio Antiguo, y era frecuente que fuera el rey mismo quien hiciera las ofrendas diarias.
El faraón, como suprema encarnación de la justicia humana y divina, debía encargarse tanto de propiciar el predominio de maat como de obrar por la prosperidad y bienestar de su pueblo. Ambas cosas estaban estrechamente relacionadas, pues eran guiadas por los mismos principios de Orden, Verdad y Justicia.
La bonanza era interpretada como resultado del buen hacer del faraón. Por el contrario, las crisis denotaban una derrota de maat a manos de las fuerzas malignas. Después de la crisis política que sobrevino a la muerte de Pepi II, la fe de los antiguos egipcios entró en crisis, por lo que el concepto de maat fue separado de las funciones del faraón.

## Maat en la retórica
Aunque sobrevive poca mitología sobre la diosa Maat, ella era la hija del dios Sol egipcio Ra; y la esposa de Thoth, el dios de la Sabiduría que inventó la escritura, lo que conecta directamente a Maat con la retórica del antiguo Egipto. Maat (que está asociado con los movimientos solar, lunar, astral y del río Nilo) es un concepto basado en el intento de la humanidad de vivir en un estado armónico natural. Maat está asociado con el juicio del difunto y si una persona ha hecho lo correcto en su vida. Por lo tanto, hacer Maat era actuar de una manera irreprochable o inculpable. Tan reverenciado era el concepto de Maat que los reyes egipcios a menudo rendían tributo a los dioses, ofreciendo pequeñas estatuas de Maat, indicando que estaban defendiendo con éxito el orden universal: la interconexión entre los reinos cósmico, divino, natural y humano. Cuando los retóricos intentan lograr el equilibrio en sus argumentos, están practicando Maat.

### Maat en la escritura
Cartas existentes de épocas variadas en la historia egipcia muestran adhesión a Maat y deferencia a los superiores sociales del orador.  Egiptólogos creen que las cartas eran dictadas y leídas por los escribas, provocando el desarrollo de convenciones orales de expresión también en la escritura. Las cartas fueron generalmente  escritas en la tercera persona con gran énfasis en citas en comillas, por lo que  los académicos creen que fue debido a  la importancia dada a las palabras exactas.  Las cartas se enfocan en el orden, estableciendo deferencia a Maat y al poder de estructura así como también  a la contribución del orator al orden social antes de solicitar  algo o establecer el argumento principal de la carta. Otras cartas explican al receptor cuales acciones estarían o no estarían de acuerdo con Maat como un método de persuasión. Otras formas de la escritura, por ejemplo los textos instructivos, también estaban  bajo la influencia de Maat.

### Maat en educación
La evidencia muestra que los alumnos jóvenes en el Egipto antiguo aprendían cómo leer y escribir copiando obras instructivas, por ejemplo las Instrucciones de Ptahhotep. Estas eran historias que describían ejemplos de  comportamiento bueno y justo de acuerdo con  Maat, y generalmente eran escritas desde la perspectiva de un padre enseñando buen comportamiento a su hijo. Las obras también detallaron cómo  hablar y escribir eficazmente en la sociedad del Egipto antiguo. Los estudiantes que recibieron esta educación eran casi exclusivamente de las clases altas, y parte del propósito de las obras instructivas era enseñarles cómo cumplir con Maat en sus vidas, incluyendo la oración y escritura.  Como parte de la clase gobernante, ellos también aprendieron  a colocarse ellos mismos  en el orden social que proviene de Maat.

## Maat como diosa

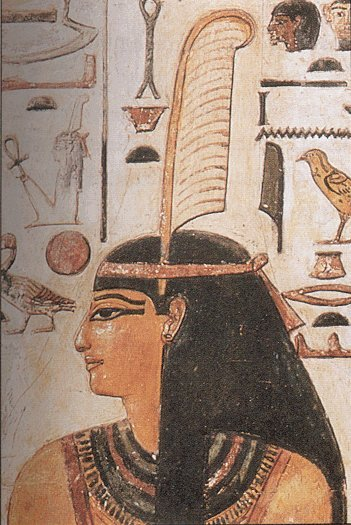
Maat como diosa.

Algunas veces se representaba al concepto maat como una deidad más, pero esto parece haber sido por motivos meramente alegóricos, por cuanto la diosa Maat nunca tuvo mayor participación en las sagas mitológicas de los dioses egipcios.

### Iconografía
Como diosa, Maat aparece representada como una mujer, de pie o sentada, llevando sobre la cabeza su símbolo, una pluma de avestruz, vertical, portando cetro uas y anj. Tras el reinado de Ajenatón, también fue representada como mujer alada.

### Mitología
El jeroglífico que la representa es una pluma de avestruz, vertical, en perfecto equilibrio y otras variantes. Este símbolo aparece en la representación del Juicio de Osiris, el momento en que se pesaba en una balanza de dos platos el Ib (conciencia) del difunto, en uno se depositaba el corazón del difunto (símbolo de su conciencia) y en el otro aparecía el jeroglífico Maat (símbolo de la armonía y justicia universal). Si aquel pesaba igual que el segundo, el fallecido lograba su estancia eterna en el Más Allá. Si no, Ammyt lo devoraba. También se la conoce como Mayet. A través de su representación de la justicia se le vinculaba con la fertilidad.

### Culto
Maat, como diosa, fue venerada en Karnak, en su santuario; también tuvo un templo en Menfis, fue venerada en el templo de Deir el-Medina y en muchos templos egipcios dedicados a otros dioses.

### Nombres teóforos
Su nombre lo adoptaron importantes personajes de la historia del Antiguo Egipto, como la reina Hatshepsut (Maatkara Hatshepsut).
|  |

|  |

|  |

|  |

|  |

|  |

|  |

|  |

|  |

|  |

|  |

|  |

|  |

|  |

|  |

|  |

|  |

|  |

|  |

|  |

|  |

|  |

|  |

|  |

|  |

|  |

|  |

|  |